# Styloleptus inermis
Styloleptus inermis là một loài bọ cánh cứng trong họ Cerambycidae.